# Micael Grenholm
Frans Micael Grenholm, född 10 mars 1991, är en svensk pastor, podd-redaktör, debattör och författare.

## Biografi
Grenholm har studerat freds- och utvecklingsstudier vid Uppsala universitet samt har en kandidatexamen i teologi från Johannelunds teologiska högskola. Han var mellan 2018 och 2021 tillsammans med sin fru Sarah pastor i husförsamlingen Mosaik i Uppsala.
Grenholm grundade 2014 Stefanushjälpen, en ideell förening i Uppsala som arbetar för utsatta EU-migranters rättigheter i Uppsala. Grenholm har 2015 kritiserat kristdemokraternas politik för stöd till utsatta människor.
Tillsammans med Stefan Swärd gav han 2016 ut boken Jesus var också flykting: invandring, främlingsfientlighet och kristen tro. I boken granskas hur olika kristna samfund förhöll sig till nazismens ideologi under 1930- och 40-talen, samt även argumentationen inom Sverigedemokraterna och andra invandrarkritiska grupper.
Grenholm har engagerat sig för asylsökande i Sverige och speciellt de som har konverterat till kristen tro. Han har problematiserat Migrationsverkets frågor för att avgöra trovärdigheten i deras övertygelse med webbplatsen "Är jag kristen nu?". Webbplatsen har bland annat uppmärksammats av DN:s Lotta Olsson, som konkluderade att "det nog är lättare att komma in i Guds rike än i Sverige".
År 2021 gav han ut Konvertiten: en roman : vem ska du tro på när du inte blir trodd? Boken är en roman där tre livsberättelser vävs samman i en dramatisk och dagsaktuell resa genom Sveriges strama migrationspolitik till det krigsdrabbade och kulturrika Afghanistan. Grenholm har uttalat en förhoppning att boken ska skänka ökad förståelse och empati för kristna konvertiter.
Grenholm sitter (2021) med i styrelsen för Svenska apologetiksällskapet, är en av redaktörerna för Pentecostals & Charismatics for peace & justice(en) samt driver podcasten "Jesusfolket".

### Familj
Micael Grenholm är gift med Sarah Grenholm. Han är son till etikprofessorn Carl-Henric Grenholm och prästen och teologen i Svenska kyrkan Cristina Grenholm.

## Utmärkelser
- 2014 – Uppsalas fredspris "för Micaels trofasta och helhjärtade arbete med att informera allmänheten om det romska folkets situation i Europa".[12]
- 2019 – Tidningen Dagens utmärkelse "Årets opinionsbildare" för initiativet "Är jag kristen nu?", med motiveringen "På ett innovativt sätt och genom att utnyttja modern teknik, fäste Micael den breda allmänhetens uppmärksamhet på Migrationsverkets och migrationsdomstolarnas orättvisa behandlingen av asylsökande som kommit till tro på Jesus Kristus och som avkrävs faktakunskaper på en nivå som få personer som varit kristna under decennier tillägnat sig. Protesterna mot behandlingen av konvertiterna förenar hela den svenska kristenheten. Micael har ingen stor organisation bakom sig, bara ett brinnande hjärta och en stark upprördhet över orättvisor och orättfärdigheter. Det räcker långt, ända till riksdagen, där testet uppmärksammades."[13]